# Rosa Elvira Lillo
Rosa Elvira Lillo (Mérida, 1969) es una matemática y profesora de universidad española. Es catedrática de Estadística e Investigación Operativa en la Universidad Carlos III de Madrid desde 2010 y directora del instituto de investigación en big data UC3M-Santander Big Data Institute (IBiDat).

## Trayectoria académica
Se licenció en Matemáticas con Premio Extraordinario por la Universidad Complutense de Madrid en 1992 y se doctoró en Matemáticas por esta misma universidad en 1996, con una tesis doctoral titulada Optimización y ergodicidad en modelos de cola. Es profesora catedrática en la Universidad Carlos III de Madrid y dirige el centro de investigación IBiDat, donde se llevan a cabo proyectos I+D+i en big data. Entre estos, destaca un proyecto en el que se pretende determinar cómo se relacionan la genética y la respuesta a determinados tratamientos de quimioterapia, y también se realizan proyectos relacionados con las finanzas, el marketing, el procesamiento del lenguaje, o el medioambiente.

### Proyecto Corona Surveys
En marzo de 2020 impulsó junto al investigador del Instituto Madrileño de Estudios Avanzados, IMDEA Networks, Antonio Fernández Anta el proyecto @CoronaSurveys, dedicado al seguimiento del impacto real causado por el COVID-19 en más de 150 países. Mediante una herramienta de encuestas digitales, y a través de las redes sociales, CorornaSurveys, obtiene datos continuos todas las semanas de la evolución de la pandemia.